# Phil Silvers
Philip „Phil” Silvers, eredeti születési nevén Philip Silversmith (Brownsville, Brooklyn, New York, USA 1911. május 11. – Century City, Los Angeles, Kalifornia, 1985. november 1.) kétszeres Tony- és kétszeres Primetime Emmy-díjas amerikai showman, színész, énekes, dalszerző, színpadi, rádiós és televíziós szórakoztató személyiség. „Bilko főtörzsőrmester” alakításával az 1955–1959 között sugárzott „Phil Silvers Show” c. szappanoperában széleskörű ismertséget és népszerűséget szerzett. Meghökkentő mondásai és viccei nyomán ráragasztották „a hücpe királya” (The King of Chutzpah) becenevet. 1967-ben Sidney James helyett Nokkedli őrmesterként beugrott a Folytassa az idegenlégióban! című angol vígjátékba is.

## Élete

### Származása, pályakezdése
Philip Silversmith vagy Philip Silver néven született New York államban, Brooklyn város Brownsville nevű munkásnegyedében. Oroszországból bevándorolt zsidó szülők gyermeke volt, nyolc testvér közül a legfiatalabb. Apja Saul Silversmith acélipari munkás volt, a New York-i felhőkarcolók acélszerkezeteinek építésén dolgozott. Anyja Sarah Handler volt. Philip már tizenegy évesen megpróbálkozott a pénzkereséssel a szórakoztatóiparban. Filmszínházakban énekelt, amikor a vetítőgép hibája miatt a vetítés megszakadt. (A korabeli filmvetítő gépeknél ilyesmi gyakran előfordult. Amíg a javítás tartott, a nézőket beugró művészek szórakoztatták.)

### Színészi pályája
Tizenhárom évesen otthagyta az iskolát. Hivatásos énekessé akart válni, hogy a Vaudeville-ekben (korabeli divatos zenés kabaré-és varietészínházakban) felléphessen. A Broadway Theaterben debütált a „Yokel Boy” című varietében, és azonnal dicsérő kritikákat kapott. Folyamatos fellépéseket kapott musicalekben és zenés vígjátékokban. Ebben a műfajban később két Tony-díjat is elnyert, 1952-ben a „Top Banana”, és 1972-ben „Ez mind megtörtént útban a Fórum felé” (A Funny Thing Happened on the Way to the Forum) című műsorban mutatott színészi teljesítményéért.

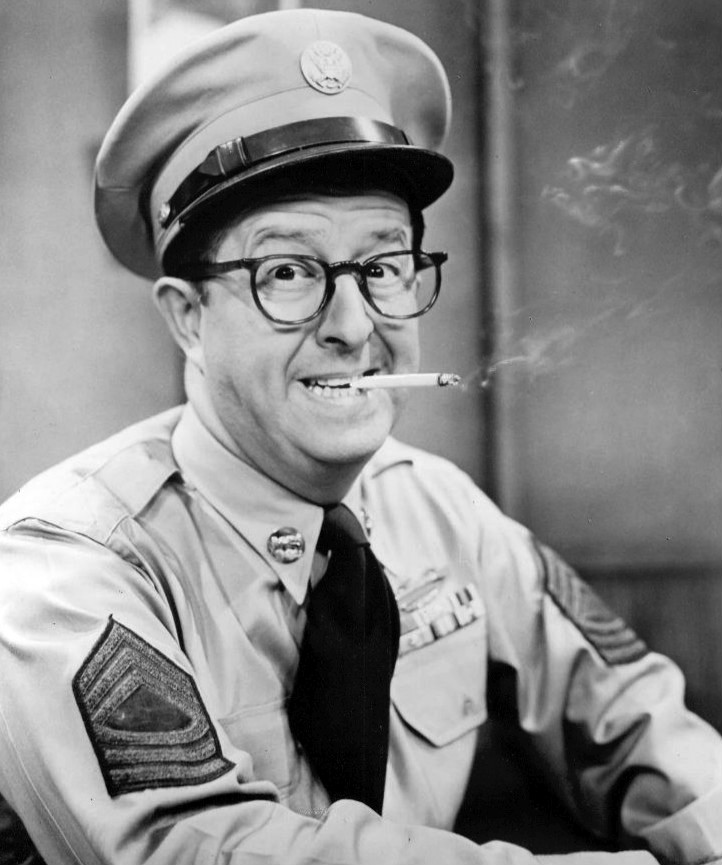
Bilko főtörzs szerepében (1956)

1940-től kezdve kapott filmszerepeket a hollywoodi filmstúdióktól. Dolgozott a MGM-mel, a Columbia Pictures-szel és a 20th Century Fox-szal. A profi énekes-humoristát elsősorban vígjátékokban szerepeltették, de néha drámai alakításhoz is jutott. 1955-től 1959-ig játszotta legismertebb szerepét, Bilko főtörzsőrmestert az őróla elnevezett The Phil Silvers Show című szappanoperában. A filmbéli Bilko igazi, minden hájjal megkent csibész, életművész, szerencsejátékos és szoknyabolond, aki állandóan a nők után fut, állandó pénzhiánnyal küzd, szünet nélkül keresi, milyen fortélyos trükkel juthatna pénzhez, és lyukat beszél az emberek hasába. 2003-ban a BBC Guide to Television Comedy listája a „Phil Silvers Show”-t „minden idők legjobb szappanoperájává” nyilvánította. Egy évtizeddel Silvers halála után, 1996-ban Jonathan Lynn rendező elkészítette a Bilko főtörzs remake-jét, Steve Martinnal a címszerepben.

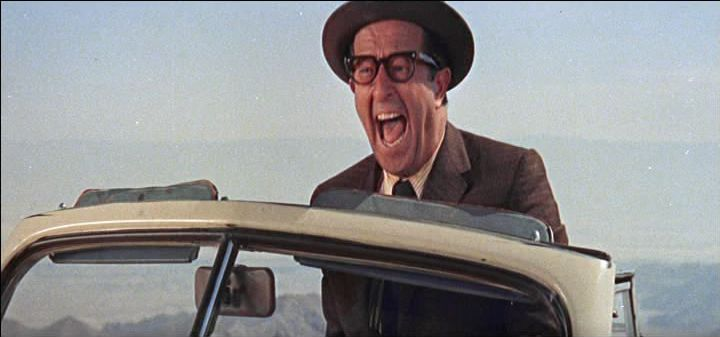
Otto Meyer szerepében a Bolond, bolond világ-ban (1963)

Az 1960-as évektől Silvers világsikerű filmvígjátékokban jelent meg, így Stanley Kramer rendező Bolond, bolond világ-jában (1963) és Richard Lester rendező Ez mind megtörtént útban a Fórum felé c. komédiájában (1966). Rendszeres vendég volt Carol Burnett és Dean Martin televíziós show-műsoraiban. 1967-ban feltűnt az angol Folytassa-vígjátéksorozatban is. a Folytassa az idegenlégióban! (avagy „Kövesd a tevét!”) című idegenlégiós kalandvígjátékban a betegeskedő Sidney James helyett ugrott be. Szerepe, Nockerl („Nokkedli”) őrmester pontosan olyan sumák és hetvenkedő csibész volt, mint korábban Bilko főtörzs. Silvers amerikai stílusú, kényes sztárallűrje és az angol társszereplőkhöz képest kiugróan magas gázsija (30 000 font) komoly súrlódásokat okozott a forgatáson. Nagyon jól játszotta a szerepet, a film azonban nem lett kasszasiker, így a további tervezett Folytassa-megbízások elmaradtak.
Szoros barátságot tartott Frank Sinatrával, 1945 tavaszán elkísérte külföldi turnéjára is. 1943-ban szöveget írt Jimmy Van Heusen zeneszerző Bessy (With The Laughing Face) című dalához, melyet Heusen eredetileg saját feleségének írt. 1944 júniusában Silvers átdolgozta a dalt Sinatra kislányának, Nancynak negyedik születésnapjára. A Frank Sinatra által előadott dal, a Nancy (With The Laughing Face) az 1940-es évek egyik slágerévé vált.

### Magánélete, elhunyta
Első felesége Jo-Carroll Dennison (*1923) amerikai színésznő volt, akit 1945. március 2-án vett feleségül. öt év múlva, 1950. március 8-án elváltak, Dennison később Russell Stoneham (1920–2002) rendező-producerhez ment feleségül. Silver 1956. október 21-én újranősült, Evelyn Patrick (1933–2020) színésznőt vette feleségül. Öt gyermekük született, köztük Cathy Slivers	(*1961) színésznő. Silver és Patrick 1966. június 28-án elváltak, Patrick 1967-ben Terry Dane (*1938) angol színész-hangmérnökhöz ment feleségül (de ők is elváltak 1970-ben).
1972-ben Silvers agyvérzést szenvedett el, az „Ez mind megtörtént útban a Fórum felé” egyik előadása közben. Ez rontotta beszédének tagoltságát. Ennek ellenére nagy erőfeszítéssel visszatért a színpadra, és még egy évtizeden át dolgozott.
1973-ban kiadta önéletrajzát. Magánemberként nem volt boldog. depresszió gyötörte, erős játékfüggőségétől nem tudott szabadulni, igen sok pénzét elvesztette a kaszinókban. Utolsó éveiben már nagyon beteg volt, de amíg ereje engedte, dolgozott filmforgatásokon és a televízióban is. 1981-ben kis kámeaszerepben jelent meg a „Happy Days” tévésorozatban, ahol Roscoe Piccalót játszotta. Filmbéli leányát, Jenny Piccalót saját leánya, Cathy Silvers (*1961) színésznő játszotta.
1985. november 1-jén, 74 éves korában Kaliforniában elhunyt. A Los Angeles-i Mount Sinai Memorial Park temetőben helyezték végső nyugalomra.

## Főbb filmszerepei
- 1940: Hit Parade of 1941; Charlie Moore
- 1941: The Wild Man of Borneo; Mr. Murdock
- 1941: Erről álmodik a lány (Tom, Dick and Harry); fagylaltárus
- 1941: Ó, légy jó hozzám! (Lady Be Good); ceremóniamester
- 1941: You’re in the Army Now; Breezy Jones
- 1942: Minden az éjszaka miatt (All Through the Night); pincér
- 1942: Egy frakk története (Tales of Manhattan); bolti eladó
- 1944: Szépek szépe (Cover Girl); Genius
- 1945: Don Juan Quilligan; Blinkie Miller
- 1950: Nyári előadás (Summer Stock); Herb Blake
- 1954: Top Banana; Jerry Biffle (a Broadway-Show filmváltozata)
- 1955–1959: The Phil Silvers Show (tévésorozat); Ernest G. Bilko főtörzsőrmester / Felix Bilko / Herbert Penfield
- 1959: The Ballad of Louie the Louse, tévéfilm; Louie
- 1960: The Slowest Gun in the West, westernkomédia; Fletcher Bissell III: The Silver Dollar-Kid
- 1962: Vidámparki bajkeverő (40 Pounds of Trouble); Bernie Friedman
- 1963: Bolond, bolond világ (It’s a Mad Mad Mad Mad World); Otto Meyer
- 1963–1964: The New Phil Silvers Show, tévésorozat; Harry Grafton
- 1966: Ez mind megtörtént útban a Fórum felé (A Funny Thing Happened on the Way to the Forum); Marcus Lycus
- 1967: Damn Yankees!; Mr. Applegate
- 1967: Útmutató házas férfiaknak (A Guide for the Married Man); műszaki tanácsadó
- 1967: Folytassa az idegenlégióban! / Kövesd a tevét! (Follow That Camel); Nockerl „Nokkedli” őrmester
- 1968: Jó estét, Mrs. Campbell! (Buona Sera, Mrs. Campbell); Phil Newman
- 1969–1970: The Beverly Hillbillies, tévésorozat; Shifty Shafer avagy Honest John
- 1975: A világ legerősebb embere (The Strongest Man in the World); Kirwood Krinkle
- 1975–1976: S.W.A.T., tévésorozat; Russ Baker
- 1976: Won Ton Ton, Hollywood megmentője (Won Ton Ton: The Dog Who Saved Hollywood); Murray Fromberg
- 1977: Charlie angyalai (Charlie’s Angels), tévésorozat, egy epizódban, Max Brown
- 1977: The Chicken Chronicles; Max Ober
- 1977: Szerelemhajó (The Love Boat); tévésorozat; Merrill „Stubby” Stubing / Morris Beckman
- 1978: Bohókás nyomozás (The Cheap Detective); Hoppy
- 1980: The Happy Hooker Goes Hollywood; William B. Warkoff
- 1980: There Goes the Bride; pszichiáter
- 1981: Happy Days, tévésorozat; „Just a Piccalo” c. epizód; Roscoe Piccalo

## Elismerései
- 1956, 1957: nyert, Primetime Emmy-díj a legjobb férfi főszereplőnek (vígjátéksorozat), (Phil Silvers Show)
- 1957, 1958: 1959: jelölés: Primetime Emmy-díj a legjobb férfi főszereplőnek (drámasorozat), (The Phil Silvers Show)
- 1952: Tony-díjat nyert, „legjobb színész vígjátékban, musicalben” (Top Banana)
- 1961: Tony-díjra jelölték, „legjobb színész vígjátékban, musicalben” (Do Re Mi)
- 1972: Tony-díjat nyert, „legjobb színész vígjátékban, musicalben” (Ez mind megtörtént útban a Fórum felé)

## További információ
- Phil Silvers a PORT.hu-n (magyarul)
- Phil Silvers az Internetes Szinkronadatbázisban (magyarul)
- Phil Silvers az Internet Movie Database-ben (angolul)
- Phil Silvers a Rotten Tomatoeson (angolul)
- Phil Silvers az AlloCiné weboldalán (franciául)
- Phil Silvers Profile. Famousfix.com. (Hozzáférés: 2023. január 18.)
- Phil Silvers Timeline featuring movies and other highlights. bing.com. (Hozzáférés: 2023. január 18.)